# Grankullaviken

Záliv Grankullaviken

Grankullaviken (nebo Grankullavik ) je mělký  záliv nacházející se na severním cípu Ölandu ve Švédsku. Nachází se v obci Böda socken v Borgholmu. Zátoka je téměř úplně uzavřena dvěma mysy a několika malými ostrůvky  (Stora grundet, Borren a Lilla grundet). Grankullavik je také název vesnice ležící na břehu zálivu. Maják Långe Erik na ostrově Stora grundet se oficiálně jmenuje Ölands norra udde (nejsevernější bod Ölandu), i když západní výběžek sahá o něco severněji než cíp ostrov, na kterém maják stojí.